# Alfred Kolleritsch
Alfred Kolleritsch foi um escritor austríaco. Nasceu em Brunnsee em 16 de fevereiro de 1931 e faleceu em Graz em 25 de maio de 2020.